# Kabinet-Moro III
Het kabinet–Moro III was de Italiaanse regering van 24 februari 1966 tot 24 juni 1968. Het kabinet werd gevormd door de politieke partijen Democrazia Cristiana (DC), de Italiaanse Socialistische Partij (PSI), de Sociaaldemocratische Partij van Italië (PSDI) en de Republikeinse Partij van Italië (PRI). Het kabinet was voortzetting van het vorige kabinet, met wederom Aldo Moro (DC) als premier.

## Kabinet–Moro III (1966–1968)
| Ambtsbekleder | Ambtsbekleder             | Ambtsbekleder                         | Functie                                  | Ambtstermijn     | Ambtstermijn     | Partij |
| ------------- | ------------------------- | ------------------------------------- | ---------------------------------------- | ---------------- | ---------------- | ------ |
|               | Aldo Moro                 | Aldo Moro (1916–1978)                 | Premier                                  | 5 december 1963  | 24 juni 1968     | DC     |
|               | Pietro Nenni              | Pietro Nenni (1891–1980)              | Vicepremier                              | 5 december 1963  | 24 juni 1968     | PSI    |
|               | Angelo Salizzoni          | Angelo Salizzoni (1907–1992)          | Secretaris- generaal                     | 5 december 1963  | 24 juni 1968     | DC     |
|               | Paolo Emilio Taviani      | Paolo Emilio Taviani (1912–2001)      | Minister van Binnenlandse Zaken          | 5 december 1963  | 24 juni 1968     | DC     |
|               | Amintore Fanfani          | Amintore Fanfani (1908–1999)          | Minister van Buitenlandse Zaken          | 24 februari 1966 | 24 juni 1968     | DC     |
|               | Luigi Preti               | Luigi Preti (1914–2009)               | Minister van Financiën                   | 24 februari 1966 | 24 juni 1968     | PSDI   |
|               | Emilio Colombo            | Emilio Colombo (1920–2013)            | Minister van de Schatkist                | 20 juni 1963     | 5 augustus 1970  | DC     |
|               | Giovanni Pieraccini       | Giovanni Pieraccini (1918–2017)       | Minister van het Budget                  | 22 juli 1964     | 24 juni 1968     | PSI    |
|               | Oronzo Reale              | Oronzo Reale (1902–1988)              | Minister van Justitie                    | 5 december 1963  | 24 juni 1968     | PRI    |
|               | Giulio Andreotti          | Giulio Andreotti (1919–2013)          | Minister van Economische Zaken           | 24 februari 1966 | 12 december 1968 | DC     |
|               | Roberto Tremelloni        | Roberto Tremelloni (1900–1987)        | Minister van Defensie                    | 24 februari 1966 | 24 juni 1968     | PSDI   |
|               | Luigi Mariotti            | Luigi Mariotti (1912–2004)            | Minister van Volksgezondheid             | 22 juli 1964     | 24 juni 1968     | PSI    |
|               | Giacinto Bosco            | Giacinto Bosco (1905–1997)            | Minister van Arbeid en Sociale Zaken     | 24 februari 1966 | 12 december 1968 | DC     |
|               | Luigi Gui                 | Luigi Gui (1914–2010)                 | Minister van Onderwijs                   | 20 februari 1962 | 24 juni 1968     | DC     |
|               | Oscar Luigi Scalfaro      | Oscar Luigi Scalfaro (1918–2012)      | Minister van Transport                   | 24 februari 1966 | 12 december 1968 | DC     |
|               | Giacomo Mancini           | Giacomo Mancini (1916–2002)           | Minister van Infrastructuur              | 22 juli 1964     | 24 juni 1968     | PSI    |
|               | Franco Restivo            | Franco Restivo (1911–1976)            | Minister van Landbouw                    | 24 februari 1966 | 24 juni 1968     | DC     |
|               | Giovanni Spagnolli        | Giovanni Spagnolli (1907–1984)        | Minister van Communicatie                | 24 februari 1966 | 24 juni 1968     | DC     |
|               | Achille Corona            | Achille Corona (1914–1979)            | Minister van Toerisme                    | 5 december 1963  | 24 juni 1968     | PSI    |
|               | Giovanni Battista Scaglia | Giovanni Battista Scaglia (1910–2006) | Minister voor Parlementaire Betrekkingen | 22 juli 1964     | 24 juni 1968     | DC     |
|               | Virginio Bertinelli       | Virginio Bertinelli (1901–1973)       | Minister voor Publieke Diensten          | 24 februari 1966 | 24 juni 1968     | PSDI   |
|               | Giusto Tolloy             | Giusto Tolloy (1907–1987)             | Minister voor Buitenlandse Handel        | 24 februari 1966 | 24 juni 1968     | PSI    |
|               | Lorenzo Natali            | Lorenzo Natali (1922–1989)            | Minister voor de Koopvaardij             | 24 februari 1966 | 12 december 1968 | DC     |
|               | Giorgio Bo                | Giorgio Bo (1905–1980)                | Minister voor Staats- deelnemingen       | 26 juli 1960     | 12 december 1968 | DC     |
|               | Giulio Pastore            | Giulio Pastore (1902–1996)            | Minister voor Zuid-Italië                | 1 juli 1958      | 24 juni 1968     | DC     |
|               | Leopoldo Rubinacci        | Leopoldo Rubinacci (1903–1969)        | Minister voor Wetenschaps- beleid        | 24 februari 1966 | 24 juni 1968     | DC     |
|               | Attilio Piccioni          | Attilio Piccioni (1892–1976)          | Minister zonder portefeuille             | 5 december 1963  | 12 december 1968 | DC     |

De Gasperi II · De Gasperi III · De Gasperi IV · De Gasperi V · De Gasperi VI · De Gasperi VII · De Gasperi VIII · Pella · Fanfani I · Scelba · Segni I · Zoli · Fanfani II · Segni II · Tambroni · Fanfani III · Fanfani IV · Leone I · Moro I · Moro II · Moro III · Leone II · Rumor I · Rumor II · Rumor III · Colombo · Andreotti I · Andreotti II · Rumor IV · Rumor V · Moro IV · Moro V · Andreotti III · Andreotti IV · Andreotti V · Cossiga I · Cossiga II · Forlani · Spadolini I · Spadolini II · Fanfani V · Craxi I · Craxi II · Fanfani VI · Goria · De Mita · Andreotti VI · Andreotti VII · Amato I · Ciampi · Berlusconi I · Dini · Prodi I · D'Alema I · D'Alema II · Amato II · Berlusconi II · Berlusconi III · Prodi II · Berlusconi IV · Monti · Letta · Renzi · Gentiloni · Conte I · Conte II · Draghi · Meloni